# Musselblomma
Musselblomma (Pistia stratiotes) (även kallad vattensallad) är en art av vattenväxter i familjen kallaväxter. Det är den enda arten i släktet och förekommer i tropiska såväl som subtropiska områden över hela världen. Den sprider sig lätt, och i vissa områden i exempelvis Florida ses den som en invasiv art, där den inverkar menligt på övrigt växt- och djurliv. I juli 2022 meddelades att den förs upp på EU:s lista över invasiva arter och förbjuds från 2 augusti 2024. Sedan dess är det olagligt att inneha, transportera, odla, sälja, ge eller byta bort musselblomma i Sverige och övriga EU. Detta trots att den ännu inte påträffats i svensk natur.
Musselblomman har odlats som vattenväxt inomhus i Sverige, bland annat i botaniska trädgårdar, och som flytväxt i akvarier. Detta är dock förbjudet sedan 2 augusti 2024 (se ovan).

## Externa länkar

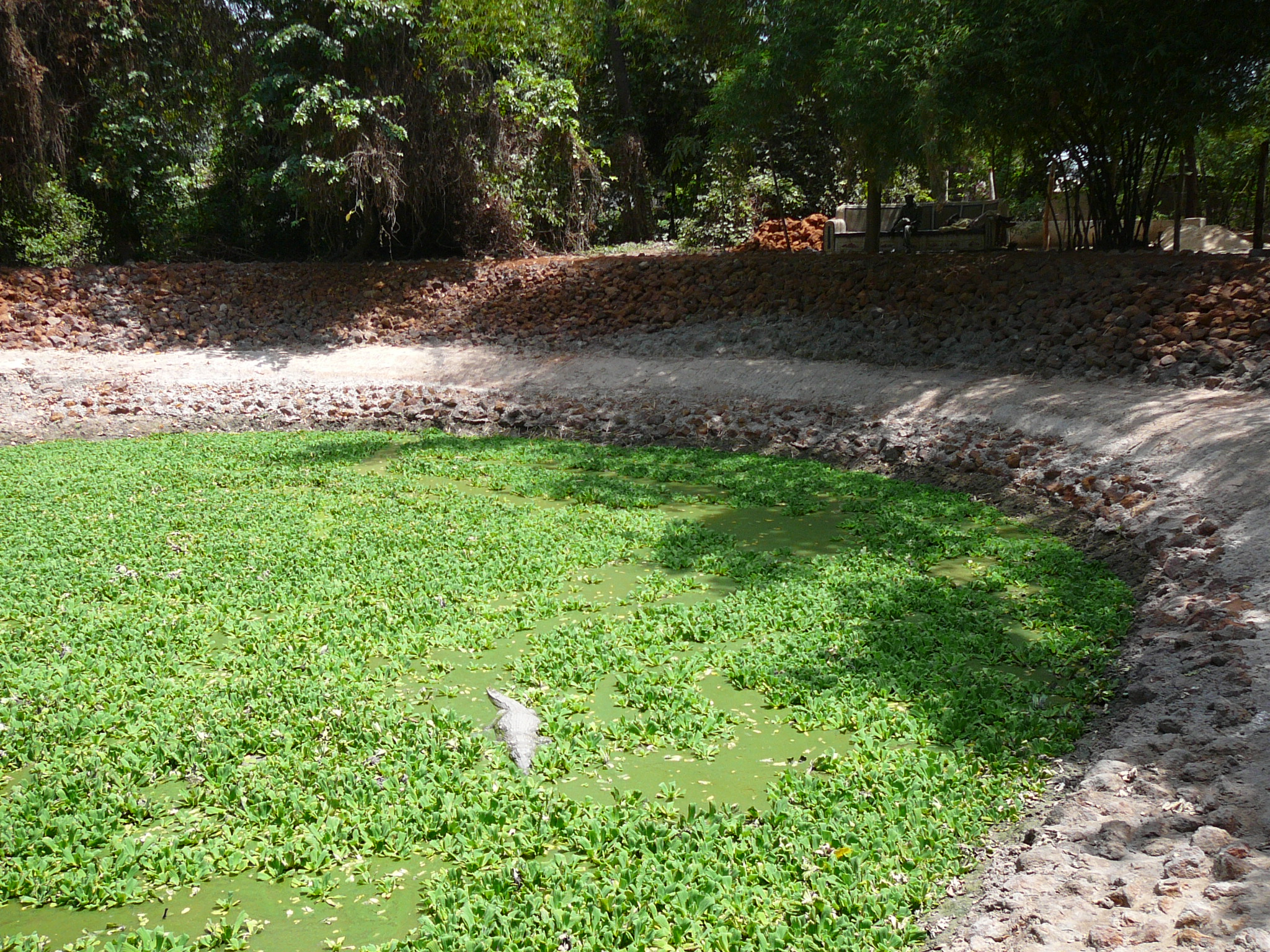
Musselblomman kan på bara någon vecka bilda tjocka mattor, som i extremfall kan komma att täcka flera kvadratkilometer av ett vattendrag. Bilden visar dock en mindre, konstgjord damm i Kachikali, ett krokodilzoo i Bakau, Gambia.

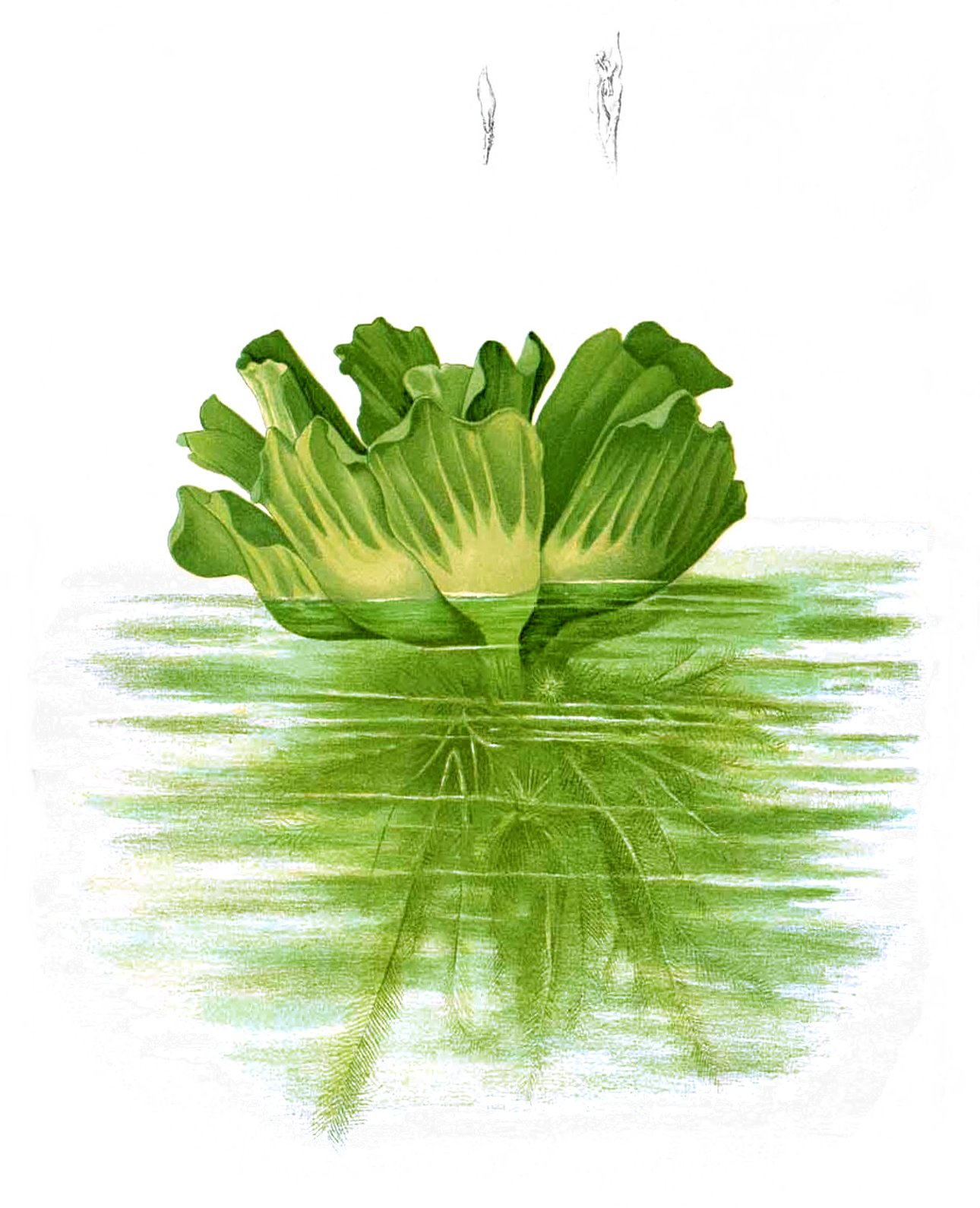
Musselblommans blad växer ovan vattenytan. Ned under ytan hänger fintrådiga rötter, fritt flytande i vattnet, och ett bra gömställe för fiskyngel och vatteninsekter.